# ガチャマン景気
ガチャマン景気（ガチャマンけいき）とは、1950年（昭和25年）に勃発した朝鮮戦争（朝鮮特需）を機に日本で発生した景気拡大現象である。「（織機を）ガチャンと織れば万の金が儲かる」といった含意から、「ガチャ万」とも表記される。「繊維」、「紡績」といった糸偏の付く漢字の業種が儲かったことから「糸へん（糸ヘン）景気」とも言う。

## 概要
太平洋戦争にて敗戦を喫した日本では、1950年に勃発した朝鮮戦争に伴い、国連軍の要請で食糧や車両修理、各種鋼材などの調達を求められた（朝鮮特需）。中でもその大部分の特需が土嚢用麻袋、軍服などの繊維製品であったといわれる。
繊維業界においても1951年にレーヨン糸の生産量が1949年に比べて2.1倍、レーヨンステープルが3.8倍にも高騰した。
「ガチャマン景気」ないし「糸へん景気」の終焉時期は1951年春とされる。

## 参考サイト
- 一宮地場産業ファッションデザインセンター 尾州織物産地の歴史と年表
- 静岡県ホームページ 遠州織物の歴史
- 三河テキスタイルネット 三河織物の歴史
- 鯖江市繊維協会 戦後の繊維産業